# 미치에다 슌스케
미치에다 슌스케(일본어: 道枝 駿佑, 2002년 7월 25일 - )는 일본의 배우, 아이돌이며 남성 아이돌 그룹 나니와단시의 멤버이다. 애칭은, みっちー 밋치[*]. 멤버 컬러는 핑크이다

## 생애
오사카부출신이며, STARTO ENTERTAINMENT 소속이다. 칸사이 쟈니즈 Jr.의 멤버로 활동하며 『어머니가 된다(母になる)』 (2017년 2분기 일본 드라마), 『우리들의 용기 미만도시 2017』 (금요 show! 특별 드라마 기획에서 방송 됨) 등에 배우로써 출연 하기도 하였다.
2018년 10월 기준 나니와남자（なにわ男子）의 멤버이다.

## 출연 작품

### 드라마
- 어머니가 된다（2017년） - 카시와자키 코우 역
- 우리들의 용기 미만도시 2017（2017년） - 타카기 역
- 절대영도~ 미연범죄잠입수사（2018년） - 오카자키 나오키 역 (5화 특별출연)
- 내 스커트, 어디 갔어?（2019년） - 토죠 마사요시 역
- 연하 남자친구（2020년） - 야기 아츠시 역（3화）, 료 역（19〜20화）
- BG〜신변경호인〜 season 2（2020년） - 나카지마 코지로 역
- 멘즈교（2020년） - 마키 치카라 역
- 우리 집 이야기（2021년） - 오사다 다이스 역
- 학생이 인생을 바로잡을 수 있는 학교（2021년） - 코노하 리쿠야 역
- 사라진 첫사랑（2021년） - 아오키 소타 역
- 소년탐정 김전일（5대째）（2022년） - 킨다이치 하지메 역
- 무지개 색 초크（2023년） - 오오모리 히로토 역
- 나의 두번째 청춘（2023년） - 오가사와라 타쿠

### 영화
- 칸사이 쟈니즈 주니어 코미디 스타 탄생!（2017년） - 타카하마 유스케 역(소년기)
- 461개의 도시락（2020년） - 스즈모토 코우키 역
- 99.9〜형사 전문 변호사〜THE MOVIE（2021년） - 시게모리 마모루 역
- 오늘 밤, 세계에서 이 사랑이 사라진다 해도（2022년） - 카미야 토오루 역
- 청춘 18X2 너에게로 이어지는 길（2024년） - 코지 역

### 무대
- 로미오와 줄리엣（2021년） - 로미오 역

### 참조주
1. ↑  “沢尻の息子は14歳!?関西ジャニーズJr.道枝駿佑が連ドラ「母になる」大抜てき”. 《スポーツ報知》. 2017년 3월 8일. 2017년 3월 8일에 원본 문서에서 보존된 문서. 2017년 3월 8일에 확인함.
2. ↑  『週刊ザテレビジョン』2016 No.47 103頁（16 November 2016 発売）
3. ↑  “関ジュ『なにわ男子』の独占クロストーク！デビューから現在、そして未来（5/5ページ）”. 《SANSPO.COM》. 2018년 12월 4일. 2018년 12월 12일에 확인함.
4. 1 2 3  “Johnny's net > なにわ男子 > Profile”. 《Johnny's net》. 株式会社ジャニーズ事務所. 2021년 12월 19일에 원본 문서에서 보존된 문서. 2021년 11월 12일에 확인함.
5. ↑  “なにわ男子・道枝駿佑が告白「小学生時代の夢はマジシャン」”. 《NEWSポストセブン》. 小学館. 2021년 2월 16일. 2021년 2월 21일에 확인함.
6. ↑  「飛び出せ!ボクたち 関西ジャニーズJr. vol.18 なにわ男子 拠点は大阪、視点は世界」、『読売ファミリー』 2018年12月12日号 No.1556、読売情報開発大阪、2018年12月12日、10面。

## 같이 보기
- 나니와단시
- 자니즈 사무소